# Waldemar Morawiec
Waldemar „Nowy” Morawiec – fikcyjna postać, jeden z bohaterów filmów Władysława Pasikowskiego Psy (1992), Psy 2 (1994) i Psy 3 (2020). Odtwórcą jego roli jest Cezary Pazura.

## Przeszłość
Nie wiemy prawie nic o przeszłości „Nowego”. Wiadomo jedynie, że Waldek jest synem milicjanta, który aresztował znanego seryjnego mordercę – Zdzisława Marchwickiego oraz jest siostrzeńcem mjra Bienia (jego nowego przełożonego) i skończył szkołę policyjną w Szczytnie.

## Psy
Morawca poznajemy na początku filmu, kiedy to przychodzi na libację alkoholową w siedzibie firmy. Zostaje „przyjęty” do „mafii” kapitana Stopczyka, jednak wydaje jego przełożonemu, majorowi Walendzie, że grupa SB-ków pali akta na wysypisku. Waldek podczas fotografowania palenia akt zostaje znaleziony przez „Ola” Żwirskiego i pobity. Po dołączeniu do grupy majora Bienia, Nowy dowodzi akcją przejęcia szajki przemytników aut do radzieckiej Rosji. Akcja kończy się fiaskiem, ginie trzech ludzi. Następnego dnia Waldek obwinia Franza Maurera za to, że akurat chciało mu się zadzwonić podczas akcji i nic nie zrobił, a także próbuje go uderzyć krzesłem na szpitalnym korytarzu. Ponadto decyduje się złożyć na niego raport, którego Bień nie przyjął. Następnie pomaga Franzowi w schwytaniu „Chemika”, człowieka, który miał pomóc producentom amfetaminy. Podczas walki z kilkoma ludźmi mafii dowodzonej przez majora Grossa, SB-ka z Lublina, Nowy zostaje potrącony przez auto. Po stracie pracy Franz odwiedza Nowego w szpitalu i mówi, by „zamiótł go na oddzielną stertę”.

## Psy 2
Waldek przyjeżdża po Franza, by odebrać go z więzienia, i zawozi go do swojego domu. Jest żonaty i ma kilkoro dzieci. W tym czasie na krótko jego dowódcą staje się kapitan Stopczyk, ale później Nowy zostaje przeniesiony do drogówki. Franz po spotkaniu z Wolfem namawia go, by pomógł im w jednej akcji przechwycenia kałasznikowów. Nowy najpierw idzie do Bienia, by zapytać go, czy naprawdę powinien to zrobić. Ten mówi mu, by uważał na Franza i mówił o wszystkich jego zamiarach. Po akcji Waldek z Franzem odkrywają, że w tym macza palce również były szef resortu. Trójka dostaje kolejną misję: tym razem przewiezienia 21 000 000 dolarów od Rosjan. Podczas walki o pieniądze Waldek traci prawy kciuk, potem dostaje premię za utratę zdrowia. Próbował powstrzymać Franza od zabicia Sawczuka. Na koniec filmu zadaje mu pytanie, czy w hotelu strzeliłby do niego. Franz mówi, że się zastanowi, i odkłada słuchawkę. Na tym kończy się film.